# Железничка станица Мала Крсна
Железничка станица Мала Крсна је једна од железничких станица и на прузи Београд—Пожаревац, прва на Мала Крсна—Велика Плана и железнички чвор. Налази се насељу Мала Крсна у граду Смедереву. Пруга се наставља у једном смеру ка Осипаоници, у другом према Пожаревцу, у трећем према Радинцу и у четвртом према Коларима. Железничка станица Мала Крсна се састоји из 8 колосека. 
Пруга Топчидер – Мала Крсна, део везе Београд – Пожаревац, отворена je 11. новембра 1923, проласком специјалног воза. Почетак редовног саобраћаја најављен је за 20. мај 1924, у међувремену је на неким местима воз морао пролазити по неколико вагона уместо цео.